# OpenPGP
OpenPGP to standard definiujący kryptograficzne rozszerzenia e-maili – szyfrowanie i podpisy cyfrowe.
Standard został oparty na istniejącym programie PGP. Obecnie istnieje wiele innych implementacji, takich jak wolna GPG.
Standard jest zdefiniowany w RFC 4880 ↓.